# Embalse de Zorita
El embalse de Zorita fue construido en 1947 y recoge agua directamente del Tajo. Se encuentra situado en el término municipal de Almonacid de Zorita, Guadalajara. Tiene prácticamente 19 metros de altura y embalsa 3 hectómetros cúbicos en sus 57 hectáreas de extensión. Tiene forma de río y en las zonas más anchas no supera los 80 metros, sus orillas están completamente cerradas de vegetación y de zarzas.
Está situado al lado de la central nuclear José Cabrera y sirvió como fuente de refrigeración de la misma hasta el año 2006 en que cesó su explotación, con una asignación de 224,72 hectómetros cúbicos al año.
En la actualidad es imposible pescar allí debido a los estrictos controles llevados a cabo por parte de los cuerpos especiales encargados de la protección del embalse contra atentados terroristas. Sin embargo, debido a su antigüedad y a las altas temperaturas del agua, los peces tienen abundante alimento y actividad durante todo el año. En sus aguas se encuentran barbos comizos (Barbus barbus), carpas y tencas (Tinca tinca).
La Directriz Básica de Protección Civil establece la necesidad de elaborar e implantar un plan de emergencia en las presas clasificadas en las categorías A y B. El embalse de Zorita se ha considerado, dentro de los planes de emergencia de presas, como categoría A, es decir, se considera que su rotura o funcionamiento anómalo puede afectar gravemente a núcleos urbanos o servicios esenciales, o producir daños materiales o medioambientales importantes. El 24 de octubre de 2005 se aprobó su Plan de Emergencia de Presas.